# Ученическо самоуправление
Ученическо самоуправление (на английски: Students' Self-Government / Student Councils / Student Parlamentarism) или ученически парламентаризъм са всички действия на учениците, свързани с организиране на събития в обществено-културния живот, най-често в гимназиите, колежите и университетите. Ученическото самоуправление винаги се осъществява от определени ученически организации, наричани ученически съвети, парламенти, съюзи и т.н., както и различни НПО-та, формирани от млади хора. Основната идея е да се даде възможност на учениците и студентите сами да организират живота си в училище и в някои случаи – дори да бъдат част от неговото управление. Най-често в училищата, гимназиите, колежите и университетите се създават т. нар. „ученически съвети“, чиято цел е да съберат дейните, интелигентни и мотивирани ученици в единна общност, обединена около решаване на проблеми в училище и организирането на инициативи от всякакво естество. Ученическият парламентаризъм е възникнал в отговор на потребностите от обмен на опит, мнения и решения на проблеми от различен обществен характер.

## История
Документално не може да се установи началото на ученическото самоуправление, защото не е ясно кога учениците са започнали да участват в организирането на самостоятелна дейност в училище. Може би има училища, в които са го правили много отдавна, но това не е било документирано – това е и причината самоуправлението да няма точно начало.
Едни от първите организации, посветени на ученическото самоуправление са „ученическият съюз“ на Преторианския университет в РЮА през 1909 г., в който е имало само седем членове и Съюзът на бившите ученици в Англия, основан още през 1864 г.
САЩ нарича своите ученически съвети или съюзи – Student activity center. Първият такъв е Houston Hall в University of Pennsylvania, който отваря врати на 2 януари 1896 г.
Канада е една от държавите, които най-дейно разпространяват ученическото самоуправление. Всеки канадски университет има ученически съюз, в който учениците дори трябва да плащат месечен внос между 5$-100$ за дейността на съвета.
Япония е една от малкото страни, където ученическото самоуправление постепенно губи присъствието си. Студентските и ученическите съвети в Япония стимулират единствено културни и спортни събития и то след 1990 година се наблюдава значителен спад в мотивацията на учениците да участват в самоуправлението.

## Ученическото самоуправление в България
Ученическото самоуправление започва да се развива в България с голямо закъснение за разлика от много други държави. След 2000 г. то започва да става изключително масово и активно, благодарение на самата идея, която е подкрепяна от изключително много директори, организации и институции, чиято дейност касае пряко образованието. В българското законодателство, ученическото самоуправление  е слабо регламентирано. Единствената такава регламентация е в Наредба № 13 от 21 септември 2016 г. за гражданското, здравното, екологичното и интеркултурното образование. В последните години се наблюдава значителен интерес от учениците всяка година да организират масово благотворителни хранителни базари около Коледа и Нова година, концерти, семинари и дискусии с различни институции, дни на кариерно ориентиране, срещи с успешни личности, инициативи, свързани с природа или животни и др.

## Създаване и развитие на Ученически съвет/Студентски съвет
Създаването на орган на ученическо/студентско самоуправление не е никак лесно, нито е лесно въпросната структура да бъде укрепена и активна, а може би най-трудната част е да се задържи дълга и прогресивна активност. Това е напълно обяснимо – учениците и студентите са ангажирани предимно с учебни дейности, което означава, че участието им в ученическа/студентска структура би коствало много от свободното им време. Това често води до промяна в приноса им в ученическото самоуправление и до спад в цялостното развитие на ученическата/студентската структура.
За да бъде създаден легитимен орган на ученическо /студенско самоуправление, трябва да бъде създаден Устав, който да съдържа информация за същността, структурата и дейностите на Ученическия/Студентския съвет, който от една страна се подписва от директора/декана, а от друга страна, във вътрешния правилник на гимназията/университета трябва да бъде записано в органите на управление, че има действаща такава структура, подчинена на своя Устав. Това е процедурата, която обвързва органа на самоуправление с учебното заведение и го прави формално съществуващо.
Най-често се използват две структури за формиране на Ученически/Студентски съвет:
1. Начело на Съвета е неговият председател. Той има силата да свиква, ръководи и прекратява Общи събрания за целия Съвет (често в устава се делегират права на самите членове да свикват Общо събрание чрез подписка), да представлява ученическото/студетското мнение пред вътрешните органи на управление и външни структури, да внася промени в Устава (които се гласуват от Общото събрание) и да ръководи целия Съвет. Председателят има поне един заместник (който или се избира еднолично от председателя, или чрез гласуване на Общото събрание), който изпълнява функциите на председателя при негово отсъствие. Следват две възможности – или останалите участници да са просто членове, или да има членове и представители на различни групи (например председатели от всеки випуск/специалност, избирани от членовете).
2. Втората структура е същата, но с разликата, че всички членове на Съвета са разпределени в различни постоянно действащи комисии.

Много е важно за съществуването на Ученически съвет/Студенстки съвет, одобрението и доверието от ръководството на учебното заведение. То определя границите на самоуправлението и възможността на участниците в него да участват истински в управлението на учебното заведение.
Една от основните цели на председателя на един Ученически/Студентски съвет трябва винаги да бъде той да има наследник, който да продължи активно да мотивира останалите участници в Съвета и да гарантира за неговото просъществуване.